# Formiga Esporte Clube
Formiga Esporte Clube, de acrônimo FEC é uma agremiação esportiva da cidade de Formiga, do estado de Minas Gerais, fundada a 07 de maio de 1929. Manda seus jogos no Estádio Juca Pedro.

## História

### Início - Décadas de 20, 30, e 40
Surge no cenário do futebol mineiro em 1929, na cidade de Formiga-MG. Os percursores desta história foram: José Corrêa (presidente), José Azarias Vieira (tesoureiro) e José Gualberto Dantas (secretário) e Estácio Vieira.

No início se chamava Formiguense, sendo que mudou de nome para facilitar a pronúncia da torcida e homenagear a cidade em 1939. Teve como seu primeiro local de treinamento um local denominado "Campinho", no bairro Sagrado Coração de Jesus, antigo bairro da Chapada, onde atualmente funciona a Escola Estadual Bernardes de Faria. Posteriormente foi transferido para um campo nas mediações da avenida José Arantes, onde atualmente funciona o Banco do Brasil. Ainda na década de 1938 inaugurou o Estádio Juca Pedro, onde manda seus jogos até os dias atuais. Os primeiros jogadores treinavam no campinho alugado, não recebiam salário fixo e contribuíam com as despesas do clube.

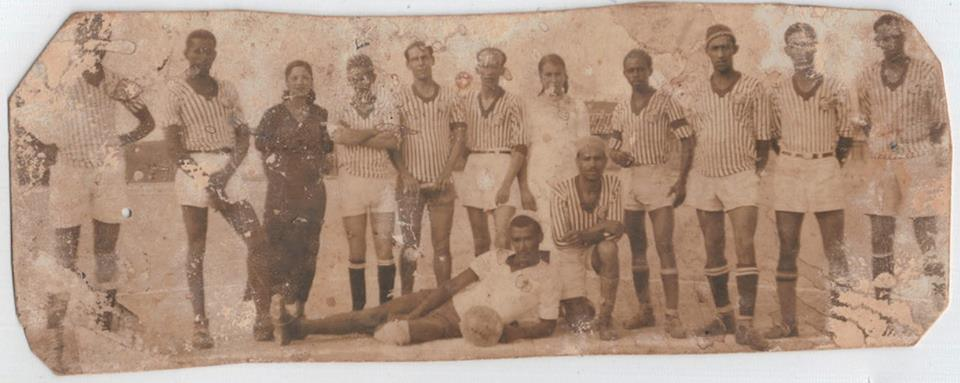
Formiga Esporte Clube - 1934

O Formiga foi um dos poucos times do interior do estado a enfrentar equipes de categoria como: Clube Atlético Mineiro, Club de Regatas Vasco da Gama, Clube de Regatas do Flamengo e Botafogo Football Club, que tinham os maiores craques da época.

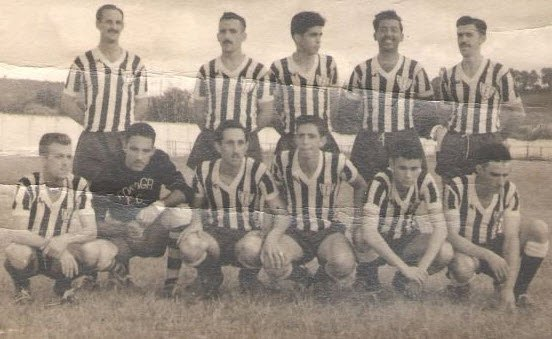
Formiga Esporte Clube - 1940

A primeira formação do FEC foi composta por: Lulu Frade, João Dantas, Chico Preto. Juvercindo, Dedé Citá, Mariano Silva, Vicente Soares, Silvio Rocha, Chiquinho Miranda, Mário de Castro e os Goleiros Hugo e Dario Soares.
Chico Preto, Juvercindo, Lulu Laje, Lulu Frade, Sílvio Rocha, Carlos Frade, Petito, Macaia, Marico, Marandola, Vicente Bicanca, Cabaça, Liquinho, Borá, Jair Fonseca são lembrados como grandes atletas do FEC no período de 1945 a 1955.
Da fundação em 1929 até 1964, o FEC disputou somente campeonatos amadores, municipais e regionais.

### Década de 50

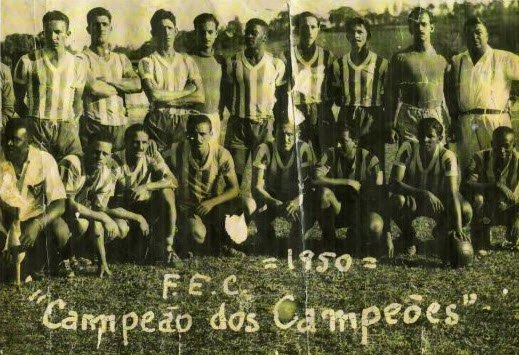
Formiga Esporte Clube - 1950

No ano de 1950, quando ainda disputava o campeonato amador, o FEC foi condecorado pelo seu brilhante desempenho como o melhor time do interior de Minas Gerais, quando recebeu a alcunha de "O Glorioso". Desta forma, o FEC conquistou um de seus maiores títulos: Campeão dos Campeões do Interior.
Após jogar contra os times Naja, de Araxá, Sparta e Comercial de Campo Belo, Social de Oliveira, Guarani e Ferroviário de Divinópolis, Paraense de Pará de Minas, Ferroviário e Fabril de Lavras, Atletic de São João Del Rey, e tantos outros. No jogo da final, o Formiga enfrentou o União de Itabirito e venceu por 3 a 1, fato ocorrido naquele mês de setembro de 1950.
A equipe era composta por Marandola, Marico, Délio, Node, Fone, Batista, Guita, Miltinho, Alaor, Amilton e Airton.
Entre 1955 e 1963 destacaram-se outros jogadores como Fradinho, Chinelo, Eli Bofa, Eli Teixeira, Zuca Goleiro, Vavá Goleiro, Ornei, Valdir Silva, José Luiz Soraggi, Gomes, Duca, Tuca, Monarca e Fernando Teixeira.

### Década de 60

#### 1964 - Início do profissionalismo
No ano 1964, o então presidente Lubélio Laudares de Oliveira transformou o FEC em um time profissional para disputar campeonatos a nível regional. O FEC recebeu reforços de grandes times mineiros como o Cruzeiro Esporte Clube, o Clube Atlético Mineiro e o América Futebol Clube. Neste ano, começou a disputar o Campeonato Mineiro de Futebol profissional (atual 2ª Divisão). O time era composto por: Josué (goleiro), Adão, Bulaú, Fradinho, Tenório e Nuno (vindo do Cruzeiro Esporte Clube), Rilson, Germano e Eustáquio Frade. O técnico era Hamilton Frade.
| Colocação | Equipe  | PTS | J  | V | E | D | GP | GC | SG | PTS/J | V/J   | GP/J  | GC/J  |
| --------- | ------- | --- | -- | - | - | - | -- | -- | -- | ----- | ----- | ----- | ----- |
| 3         | Formiga | 17  | 13 | 6 | 5 | 2 | 25 | 10 | 15 | 1,308 | 0,462 | 1,923 | 0,769 |

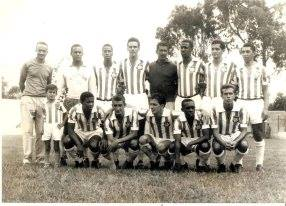
Formiga Esporte Clube - anos 60

O campeonato era dividido em três zonas: Centro, Metalúrgica e Triângulo. O Formiga participou da Zona Centro e não se classificou para a fase seguinte.
| Jogos                    | Data                   |
| ------------------------ | ---------------------- |
| Dorense 2-2 Formiga      | 9 de agosto de 1964    |
| Formiga 6-0 Atletico (C) | 16 de agosto de 1964   |
| Ferroviário 1-6 Formiga  | 23 de agosto de 1964   |
| Formiga 1-0 Bela Vista   | 30 de agosto de 1964   |
| Vila 0-0 Formiga         | 6 de setembro de 1964  |
| Formiga 2-0 Itaúna       | 13 de setembro de 1964 |
| Paraense 2-1 Formiga     | 20 de setembro de 1964 |
| Maria Amália ?-? Formiga | 4 de outubro de 1964   |
| Vila 1-1 Formiga         | 1 de novembro de 1964  |
| Bela Vista 1-1 Formiga   | 15 de novembro de 1964 |
| Formiga 1-0 Maria Amália | 22 de novembro de 1964 |
| Atlético(C) 2-1 Formiga  | 29 de novembro de 1964 |
| Formiga 0-0 Paraense     | 6 de dezembro de 1964  |
| Formiga 3-1 Dorense      | 13 de dezembro de 1964 |
| Formiga ?-? Ferroviário  | ??/??/1964             |
| Itaúna ?-? Formiga       | ??/??/1964             |

#### 1965 - Acesso à 1.ª divisão do Campeonato Mineiro

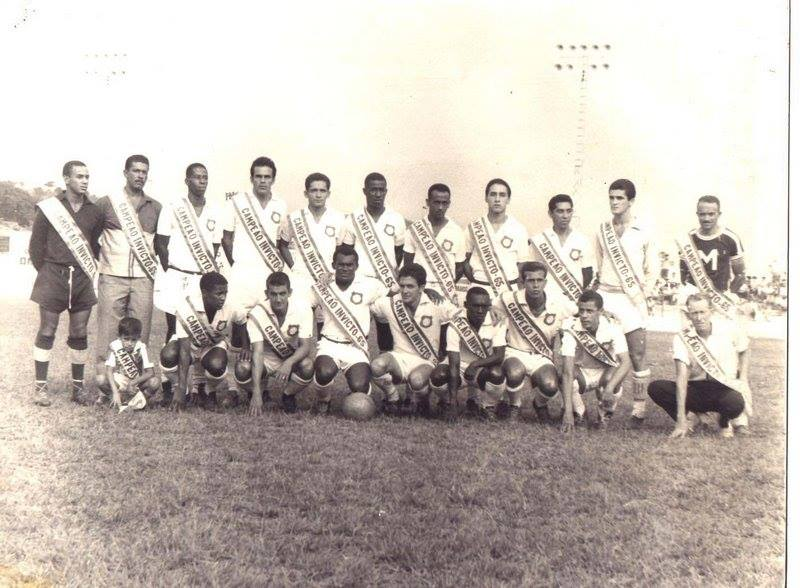
Formiga Esporte Clube - 1965

Em 1965, o FEC passou por um processo de amadurecimento profissional, com o comando de Silvio Taliberte (presidente) e Hamilton Frade (técnico). Já com jogadores experientes, FEC em um jogo contra o time "Ferro Brasileiro", venceu por 1-0, com gol de Chinelo, sagrando-se campeão da 2ª Divisão do Campeonato Mineiro e classificando-se para a Divisão Extra do Campeonato Mineiro (atual 1º Divisão). O time era composto por Josué (goleiro), Adão, Bulaú, Rilson, Saúva, Nuno, Antoninho, Edvar, Chinelo e Eli. O técnico era Hamilton Frade.
| Colocação | Equipe  | PTS | J  | V  | E | D | GP | GC | SG | PTS/J | V/J   | GP/J  | GC/J  |
| --------- | ------- | --- | -- | -- | - | - | -- | -- | -- | ----- | ----- | ----- | ----- |
| 1         | Formiga | 28  | 17 | 13 | 2 | 2 | 35 | 14 | 21 | 1,647 | 0,765 | 2,059 | 0,824 |

| Jogos                                             | Data                   | Fase  |
| ------------------------------------------------- | ---------------------- | ----- |
| Social(O) 0-0 Formiga                             | 19 de setembro de 1965 | 1     |
| Formiga 3-0 Vila                                  | 26 de setembro de 1965 | 1     |
| Comercial 1-3 Formiga                             | 10 de outubro de 1965  | 1     |
| Formiga 1-0 Paraense                              | 17 de outubro de 1965  | 1     |
| Itaúna-Formiga (Itaúna desistiu após a 2ª rodada) | 24 de outubro de 1965  | 1     |
| Ferroviário 0-1 Formiga                           | 31 de outubro de 1965  | 1     |
| Formiga 4-0 Dorense                               | 7 de novembro de 1965  | 1     |
| Vila 0-0 Formiga                                  | 14 de novembro de 1965 | 1     |
| Formiga 1-0 Social (O)                            | 21 de novembro de 1965 | 1     |
| Paraense 1-4 Formiga                              | 28 de novembro de 1965 | 1     |
| Dorense 1-2 Formiga                               | 5 de dezembro de 1965  | 1     |
| Formiga 3-1 Comercial                             | 12 de dezembro de 1965 | 1     |
| Formiga ?-? Ferroviário                           | 30 de janeiro de 1966  | 1     |
| Araguari 3-1 Formiga                              | 10 de abril de 1966    | 3     |
| Ferro Brasileiro 1-2 Formiga                      | 17 de abril de 1966    | 3     |
| Formiga 3-2 Araguari                              | 21 de abril de 1966    | 3     |
| Formiga 2-3 Ferro Brasileiro                      | 1 de maio de 1966      | 3     |
| Formiga 3-1 Araguari                              | 7 de maio de 1966      | 4     |
| Ferro Brasileiro 0-2 Formiga                      | 15 de maio de 1966     | Final |

#### 1966 - O fantasma do rebaixamento
Em 1966, começou a disputar o campeonato mineiro da primeira divisão. O FEC, fez uma péssima campanha terminando a competição no 10 Lugar entre 12 Times. Em 22 jogos, foram 2 vitórias, 8 empates e 12 derrotas.
| Colocação | Equipe  | PTS | J  | V | E | D  | GP | GC | SG  | PTS/J | V/J   | GP/J  | GC/J  |
| --------- | ------- | --- | -- | - | - | -- | -- | -- | --- | ----- | ----- | ----- | ----- |
| 10        | Formiga | 12  | 22 | 2 | 8 | 12 | 15 | 45 | -30 | 0,545 | 0,091 | 0,682 | 2,045 |

| Jogos                      | Data                   |
| -------------------------- | ---------------------- |
| Formiga 1-1 América        | 7 de julho de 1966     |
| Cruzeiro 7-0 Formiga       | 16 de julho de 1966    |
| Formiga 0-3 Nacional (U)   | 24 de julho de 1966    |
| Siderúrgica 2-2 Formiga    | 31 de julho de 1966    |
| Villa Nova 1-0 Formiga     | 7 de agosto de 1966    |
| Formiga 0-2 Democrata (SL) | 15 de agosto de 1966   |
| Atlético 3-0 Formiga       | 18 de agosto de 1966   |
| Formiga 1-1 Uberaba        | 28 de agosto de 1966   |
| Formiga 1-0 Renascença     | 4 de setembro de 1966  |
| Formiga 1-1 Valeriodoce    | 11 de setembro de 1966 |
| Uberlândia 3-1 Formiga     | 18 de setembro de 1966 |
| Nacional(U) 3-0 Formiga    | 25 de setembro de 1966 |
| Cruzeiro 3-0 Formiga       | 2 de outubro de 1966   |
| Uberaba 2-0 Formiga        | 10 de outubro de 1966  |
| Formiga 0-3 Siderúrgica    | 16 de outubro de 1966  |
| Formiga 0-0 Democrata (SL) | 30 de outubro de 1966  |
| Formiga 1-0 Villa Nova     | 6 de novembro de 1966  |
| Formiga 1-2 América        | 13 de novembro de 1966 |
| Atlético 2-0 Formiga       | 19 de novembro de 1966 |
| Renascença 1-1 Formiga     | 25 de novembro de 1966 |
| Valeriodoce 3-3 Formiga    | 4 de dezembro de 1966  |
| Formiga 2-2 Uberlândia     | 8 de dezembro de 1966  |

#### 1967 - Campeão Mineiro do Interior
No Ano de 1967, o FEC formou um time imbatível e se preparava para alcançar voos longínquos, sendo considerado um dos times mais fortes de Minas. Recebeu reforços de Adinan, Sudaco, Cristóvão, Gilson e Zé Horta. Neste ano o Formiga se tornou "Campeão do Interior", ficando na quarta colocação no Campeonato Mineiro 1ª Divisão de 1967, atrás apenas de Cruzeiro, Atlético e América.
O Time de Formiga MG fez uma excelente campanha, tendo um aproveitamento de 45,45%. Com 6 Vitórias, 8 Empates e 8 Derrotas. O Ataque o FEC também fez bonito, fazendo 28 gols.
O FEC também conseguiu grandes feitos;o primeiro foi empatar com o Clube Atlético Mineiro em pleno Mineirão, e o segundo foi empatar com o América no Juca Pedro.
| Colocação | Equipe   | PTS | J  | V  | E | D | GP | GC | SG | PTS/J | V/J   | GP/J  | GC/J  |
| --------- | -------- | --- | -- | -- | - | - | -- | -- | -- | ----- | ----- | ----- | ----- |
| 1         | Atlético | 35  | 22 | 15 | 5 | 2 | 45 | 16 | 29 | 1,591 | 0,682 | 2,045 | 0,727 |
| 2         | Cruzeiro | 35  | 22 | 15 | 5 | 2 | 66 | 19 | 47 | 1,591 | 0,682 | 3,000 | 0,864 |
| 3         | América  | 28  | 22 | 12 | 4 | 6 | 42 | 26 | 16 | 1,273 | 0,545 | 1,909 | 1,182 |
| 4         | Formiga  | 20  | 22 | 6  | 8 | 8 | 28 | 30 | -2 | 0,909 | 0,273 | 1,273 | 1,364 |

| Jogos                      | Datas                  |
| -------------------------- | ---------------------- |
| Valeriodoce 1-1 Formiga    | 2 de julho de 1967     |
| Formiga 0-2 Villa Nova     | 8 de julho de 1967     |
| América 3-0 Formiga        | 13 de julho de 1967    |
| Formiga 1-3 Cruzeiro       | 23 de julho de 1967    |
| Nacional(U) 0-0 Formiga    | 30 de julho de 1967    |
| Uberlândia 4-2 Formiga     | 6 de agosto de 1967    |
| Formiga 0-1 Araxá          | 13 de agosto de 1967   |
| Atlético 1-1 Formiga       | 18 de agosto de 1967   |
| Formiga 3-0 USIPA          | 27 de agosto de 1967   |
| Democrata(SL) 1-1 Formiga  | 3 de setembro de 1967  |
| Uberaba 1-2 Formiga        | 10 de setembro de 1967 |
| Atlético 2-0 Formiga       | 30 de setembro de 1967 |
| Formiga 2-0 Uberlândia     | 7 de outubro de 1967   |
| Formiga 3-0 Nacional (U)   | 14 de outubro de 1967  |
| Formiga 0-0 Uberaba        | 22 de outubro de 1967  |
| Araxá 2-1 Formiga          | 29 de outubro de 1967  |
| Formiga 2-2 América        | 5 de novembro de 1967  |
| USIPA 2-2 Formiga          | 12 de novembro de 1967 |
| Villa Nova 2-2 Formiga     | 19 de novembro de 1967 |
| Formiga 4-1 Valeriodoce    | 26 de novembro de 1967 |
| Cruzeiro 2-0 Formiga       | 2 de dezembro de 1967  |
| Formiga 1-0 Democrata (SL) | 10 de dezembro de 1967 |

#### 1968 - O Formigão 68

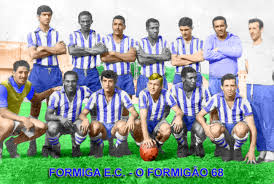
Formigão 68

O Lendário e Tradicional Formigão 68, ficou conhecido pela campanha que fez neste ano; apesar de não ser campeão do interior (pois o Uberlândia acabou na frente do FEC. O FEC acabou em 4º Lugar, atrás de Cruzeiro, Atlético e Uberlândia).
O FORMIGÃO tinha grandes jogadores como Lentine, Cristóvão, Adinan, Sudaco, Canhoto, Coutinho, Zé Horta, Hali, Darci Crespo, Afonso Claúdio etc.
O Time terminou a primeira fase como vice-líder invicto, Ganhado do América e empatando com Atlético e Cruzeiro( no lendário 2x2, Cristóvão e Sudaco marcaram pelo FEC e Tostão descontou para o Cruzeiro).

#### 1969 - Um campeonato de altos e baixos
Em 1969, embalado pelo sucesso de 1968, o FEC deu continuidade no trabalho e fez um campeonato honroso, o torneio em 69.
Na reunião do Conselho Divisional em 7 de janeiro decidiu mudar as regras do Campeonato Mineiro da Divisão Extra. A tabela dirigida foi abolida e o certame passou a ser disputado nos moldes antigos. Também foi definido a inclusão de mais quatro equipes no Campeonato - Democrata (Governador Valadares), Sete de Setembro e Tupi (Juiz de Fora) a título precário - aumentando o número de participantes de 12 para 16 equipes.
O FEC fez um bom primeiro turno, terminando em sexto. Mas o segundo turno foi um desastre, terminando na décima quinta colocação.Na soma total o FEC terminou em 11º Lugar.

#### 1970 - O rebaixamento no Campeonato Mineiro
Nessa temporada, a Federação Mineira de Futebol dissolveu as divisões inferiores, por este motivo, além dos clubes que haviam garantido o acesso através da Divisão de Acesso - atual Módulo II, outros clubes que haviam disputado este torneio, além da Primeira Divisão - terceiro nível do futebol mineiro, foram convidados para disputar a edição do Campeonato Mineiro de 1970. O FEC terminou na 22ª Segunda Colocação entre 29 clubes e desde então nunca mais disputou a primeira divisão do campeonato mineiro.
Entre 1971 a 1978 o Formiga disputou diversos campeonatos regionais contando com jogadores como Roxão, Aradir, Vinícius, Paulinho Boi, Zé Carlos, ER, Ronilson, Brechó, Hermes, Libério, Jadirzinho, Carlos Alberto, Luizinho, Olivério, Pedro, Paulinho Silva, Bulau, Afonso Cláudio, Célio, Tião Vaca, Marco Aurélio e Vladimir.

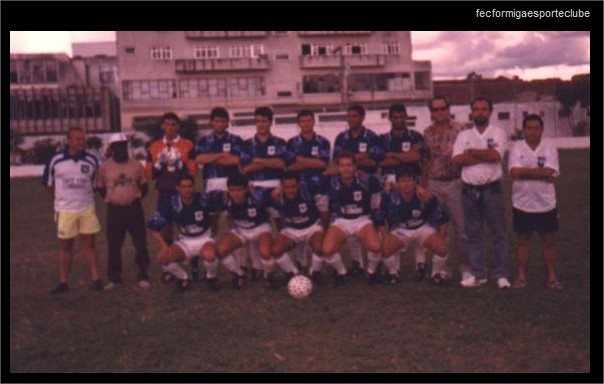
Formiga Esporte Clube - 1991

### Década de 80
O FEC não participou de competições de futebol profissional. Todavia, tendo como presidente Olemar, disputou uma marcante partida contra a Seleção Brasileira Sub 20, que era composta por personalidades que marcaram a história do futebol, como o goleiro Roger, o ponta-esquerda Roberto Carlos e o atacante Paulo Nunes.

### Década de 90 - Breve retorno
Retornou ao futebol profissional, participando do Campeonato Mineiro 2ª Divisão em 1991, porém, sem muito sucesso. Muitos jogadores trabalhavam e não podiam viver apenas do futebol. O FEC seguiu apenas disputando o futebol amador, em campeonatos da cidade e da região.

### Anos 2000 - O retorno ao futebol profissional
Em 2005, o FEC retornou ao futebol profissional, disputando a Segunda Divisão do Campeonato Mineiro. Porém, devido às dificuldades financeiras e com pouco apoio, não conseguiu uma das vagas para o Módulo II.
Em 2006, segundo ano após seu retorno ao profissional, a situação foi diferente e o FEC foi vice-campeão da Segunda Divisão, conseguindo uma das vagas para o Módulo II, sob o comando do treinador Ronaldo Félix. O artilheiro daquele ano foi o jogador do FEC, Adriano, com 13 gols.
Em 2007, o FEC não alcançou a elite do futebol mineiro por apenas um gol de saldo, terminando a competição em terceiro lugar, sob o comando de Frederico Incalado (que foi auxiliar do técnico Brandão em 2010 e treinador da equipe na temporada 2011).
No campeonato de 2008, o FEC passou por grandes apuros e a campanha não foi muito positiva.

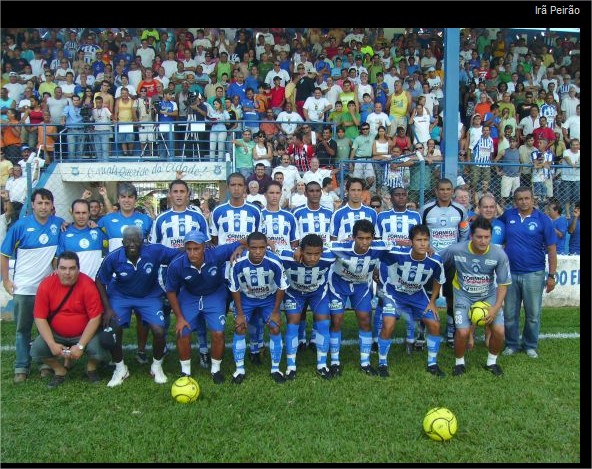
Formiga Esporte Clube - 2008

Em 2009, a situação também não foi das melhores, apesar de o FEC ter feito o vice-artilheiro do Módulo II daquele ano, o atacante Yan, que marcou 12 gols, o clube terminou a competição em 5º lugar.
Em 2010, a campanha da primeira fase foi um sucesso: invicto, o FEC fez 18 pontos em oito jogos, tendo o melhor aproveitamento (75%) da competição, e terminou como o primeiro colocado do grupo B, detentor do melhor ataque (18 gols feitos) e da melhor defesa (apenas 4 gols sofridos). Mas, na segunda etapa, o time não conseguiu manter o mesmo desempenho e o Formiga terminou a competição na terceira posição da chave D.
Em 2011, o FEC terminou o campeonato na 7ª colocação.
Em 2012, o FEC foi rebaixado da 1ª Divisão - Módulo II do Campeonato Mineiro para a 2ª Divisão ao terminar a competição na 11ª posição.
Em 2013 e 2014 o clube não participou de competições profissionais, em razão de problemas financeiros.
Em 2015, depois sanar os problemas financeiros, o FEC conquistou o acesso para a 1ª Divisão - Módulo II do Campeonato Mineiro, logo no seu retorno ao profissionalismo, ao ficar na 2º colocação no final da 2ª Divisão do Campeonato Mineiro. Também fez parte da equipe desse ano, o ex-massagista do Cruzeiro e da Seleção Brasileira, Tita, que já havia sido convocado por Felipão em 2013.
Em 2016, o FEC ficou na 9ª posição na 1ª Divisão - Módulo II do Campeonato Mineiro. Em dezembro de 2016. O FEC anunciou a desistência da participação no Módulo II do Mineiro 2017, alegando dificuldades financeiras.

## Títulos
| ESTADUAIS  | ESTADUAIS                      | ESTADUAIS | ESTADUAIS         |
|            | Competição                     | Títulos   | Temporadas        |
| ---------- | ------------------------------ | --------- | ----------------- |
|            | Campeonato Mineiro - Módulo II | 1         | 1965              |
|            | Campeonato Mineiro do Interior | 1         | 1967              |
|            | Campeonato Regional            | 3         | 1982, 1986 e 1987 |
| MUNICIPAIS |                                |           |                   |
|            | Competição                     | Títulos   | Temporadas        |
|            | Campeonato da Cidade           | 3         | 1994, 1995 e 2003 |

### Campanhas de destaque
- 4º lugar no Campeonato Mineiro da Primeira Divisão: 1968.
- Vice-Campeão Campeonato Mineiro da Segunda Divisão: 2006.
- Vice-Campeão Campeonato Mineiro da Segunda Divisão: 2015.

### Categorias de base
- Campeão Invicto 1º Campeonato Infanto-Juvenil: 1995
- Campeão Regional Pré-Mirim: 2000
- Campeão Sul-Mineiro: 2001
- Campeão Sul-Mineiro de Juniores: 2009
- Campeonato Municipal Sub-20: 2017[9]

## Estatísticas

### Participações
|  | Participações em 2020 |

| Competição   | Competição         | Temporadas | Melhor campanha            | Anos                             | P | R |
| Minas Gerais | Campeonato Mineiro | 6          | 4º colocado (1967] e 1968) | 1966-1970, 1972                  |   | – |
| Minas Gerais | Módulo II          | 10         | Campeão (1965)             | 1964-1965, 1991, 2007-2012, 2016 | 1 | 2 |
| Minas Gerais | Segunda Divisão    | 3          | Vice-campeão (2006 e 2015) | 2005-2006, 2015                  | 2 |   |

## Estádio Juca Pedro - La Bombonnera Mineira
O Estádio Juca Pedro é a atual sede do FEC. Em razão da projeção alcançada pelo time, o campinho da Chapada se tornou pequeno para os treinos e partidas. A aquisição do novo estádio se deu através de um empréstimo popular realizado entre os fundadores e a sociedade formiguense, com intuito de captar verba para as obras, no valor de cinquenta contos de réis. As obras tiveram duração de nove anos, sendo o estádio inaugurado em 1938. Muitos colaboradores não aceitaram o ressarcimento do empréstimo, uma vez que já eram torcedores do time.
Para a aquisição do terreno, de propriedade do comerciante Gamil Affandy (Caxangá), foram emitidos títulos de crédito no valor de Cinqüenta mil réis cada, como forma de se levantar a quantia necessária. Eles foram avalizados pelos Srs. José Azarias Vieira e Octacílio Antunes, fundadores do clube.
O Estádio Juca Pedro encontra-se na Avenida Paulo Lins, em Formiga/MG, pertencendo ao time Formiga Esporte Clube (FEC). Hoje apresenta capacidade para 3.000 pessoas.
Em 2010, em jogo válido pelo Campeonato Mineiro - Módulo II, o estádio recebeu um público de 3.000 pessoas entre pagantes e não pagantes. O FEC derrotou o Guarani de Divinópolis por 3 a 1. O total de pagantes foi 2.814 e a renda foi de R$ 20.656,00.
Ele é reconhecido pelos adversários pela sua proximidade ao campo, por causar uma grande influência nos adversários e partidas. Além de ser o estádio mais central do mundo e devido a proximidade da arquibancada ao gramado, o estádio foi apelidado de La Bombonnera Mineira.

## Histórico do clube profissional em competições oficiais
Durante o decorrer do tempo, as divisões do campeonato mineiro tiveram várias denominações diferentes, então a classificação está distribuída de acordo com os níveis, do 1º ao 3º.
| Competição                                                    | Posição |
| ------------------------------------------------------------- | ------- |
| Campeonato Mineiro - 2ª Divisão 2017 (1ª Divisão - Módulo II) | 12º     |
| Campeonato Mineiro - 2ª Divisão 2016 (1ª Divisão - Módulo II) | 9º      |
| Campeonato Mineiro - 3ª Divisão 2015 (2ª Divisão)             | 2º      |
| Campeonato Mineiro - 2ª Divisão 2012 (1ª Divisão - Módulo II) | 11º     |
| Campeonato Mineiro - 2ª Divisão 2011 (1ª Divisão - Módulo II) | 7º      |
| Campeonato Mineiro - 2ª Divisão 2010 (1ª Divisão - Módulo II) | 5º      |
| Campeonato Mineiro - 2ª Divisão 2009 (1ª Divisão - Módulo II) | 5º      |
| Campeonato Mineiro - 2ª Divisão 2008 (1ª Divisão - Módulo II) | 9º      |
| Campeonato Mineiro - 2ª Divisão 2007 (1ª Divisão - Módulo II) | 3º      |
| Campeonato Mineiro - 3ª Divisão 2006 (2ª Divisão)             | 2º      |
| Campeonato Mineiro - 3ª Divisão 2005 (2ª Divisão)             | 14º     |
| Campeonato Mineiro - 2ª Divisão 1991                          | 20º     |
| Campeonato Mineiro 1970*                                      | 22º     |
| Campeonato Mineiro 1969                                       | 11º     |
| Campeonato Mineiro 1968                                       | 4º      |
| Campeonato Mineiro 1967                                       | 4º**    |
| Campeonato Mineiro 1966                                       | 10º     |
| Campeonato Mineiro - 2ª Divisão 1965                          | 1º      |
| Campeonato Mineiro - 2ª Divisão 1964                          | 10º     |

* Nessa temporada, a FMF dissolveu as divisões inferiores, por este motivo, além dos clubes que haviam garantido o acesso através da Divisão de Acesso - atual Módulo II, outros clubes que haviam disputado este torneio, além da Primeira Divisão - terceiro nível do futebol mineiro, foram convidados para disputar a edição do Campeonato Mineiro de 1970
** Neste ano ao FEC sagrou-se campeão mineiro do interior ficando atrás apenas dos clubes da capital.

## Jogadores com destaque nacional que atuaram no Formiga
Mario de Castro - Formou o Trio Maldito junto com Said e Jairo no Atlético Mineiro entre os anos de 1926 e 1931. Foi campeão mineiro em 1926, 1927 e 1931, sendo artilheiro nos dois primeiros títulos.
Henrique Frade - O formiguense foi 3º maior artilheiro da história do Flamengo com 214 gols. Foi revelado pelas categorias de base do Formiga, onde atuou também em 1966 e 1967, sagrando-se campeão do mineiro do interior. Encerrou sua carreiro no próprio Formiga em 1967.

## O dia em que Garrincha jogou no Formiga[12]
No dia 12 de junho de 1976, Garrincha, um dos maiores jogadores da história do futebol e bicampeão mundial, esteve em Formiga para jogar uma partida de exibição pelo Formiga Esporte Clube.
O jogo era contra o Comercial de Campo Belo. O FEC venceu a partida por 2 a 0.
O time do Formiga: Vavá (técnico), Ronaldo Frase, Pintado, Azul, Chico Maguila, Suíço, Jureba, Hermes, Paulinho, Carlinhos, Aladir, Bula,Tião Vaca, GARRINCHA, Pedrinho, Nadir, Célio e Otacílio.

## Hino do Formiga Esporte Clube
Meu Formiga Esporte Clube
Entre em campo e faz vibrar os corações
e a massa explode e grita
salve salve o invencível campeão
Com garra, emoção e muitas glórias
meu time é só paixão, é só vitórias
Meu Formiga Esporte Clube
toca a bola, dá um show e faz tremer
e a galera explode e grita
nosso lema é lutar, vencer, vencer
Balança a multidão, é gol do Formigão
salve salve o invencível campeão
Balança a multidão, é gol do Formigão
salve salve o invencível campeão[carece de fontes?]

## Escudos
|  |  |
|  |  |

## Presidentes
| Anos | Presidente                   |
| ---- | ---------------------------- |
| 2014 | Arnaldo Gontijo              |
| 2012 | Wilson Amim                  |
| 2010 | Olemar Teixeira dos Santos   |
| 2009 | Anselmo Gaspar Leal          |
| 2006 | Flávio Luis Cunha            |
| ?    | Ronaldo Borges               |
| ?    | Marcelo do Bilé              |
| ?    | Leopoldo Corrêa              |
| ?    | Valter Arantes               |
| ?    | Carlinhos Lamounier          |
| ?    | Helio das Márquinas          |
| ?    | Ronaldo Dantas               |
| ?    | Silvio Taliberti             |
| ?    | Joaquim Sudário (Duca)       |
| ?    | Fernando Manuelito           |
| ?    | Silvio Belo                  |
| ?    | Elígio Lima                  |
| ?    | Afonso Claudio               |
| ?    | José Vaz                     |
| ?    | Dedeu Toscano                |
| 1964 | Lubélio Laudares de Oliveira |
| 192x | José Corrêa de Melo          |
| 192x | Otacílio Antunes Teixeira    |

## Torcida Organizada
- Força Jovem Formiga

## Curiosidades
- O Estádio Juca Pedro, de propriedade do FEC, é o estádio mais central do mundo.
- Foi o único clube do município da disputar a primeira divisão do campeonato mineiro.
- Mario de Castro, formiguense e maior artilheiro da história do Clube Atlético Mineiro, atuou pelo Formiga.
- Henrique Frade, formiguense foi 3º maior artilheiro da história do Flamengo com 214 gols, foi revelado pelas categorias de base do Formiga, onde atuou também em 1966 e 1967, sagrando-se campeão do mineiro do interior. Encerrou sua carreiro no próprio Formiga em 1967.
- O ex-massagista do Cruzeiro e da Seleção Brasileira, Tita, que já havia sido convocado por Felipão em 2013, fez parte da equipe do FEC que conseguiu o acesso para a 1ª Divisão - Módulo II do Campeonato Mineiro em 2015.[6]